# Санта Романа (Виченца)
Санта Романа је насеље у Италији у округу Виченца, региону Венето.
Према процени из 2011. у насељу је живело 28 становника. Насеље се налази на надморској висини од 74 м.